# Dreikönigen (Zürich-Enge)

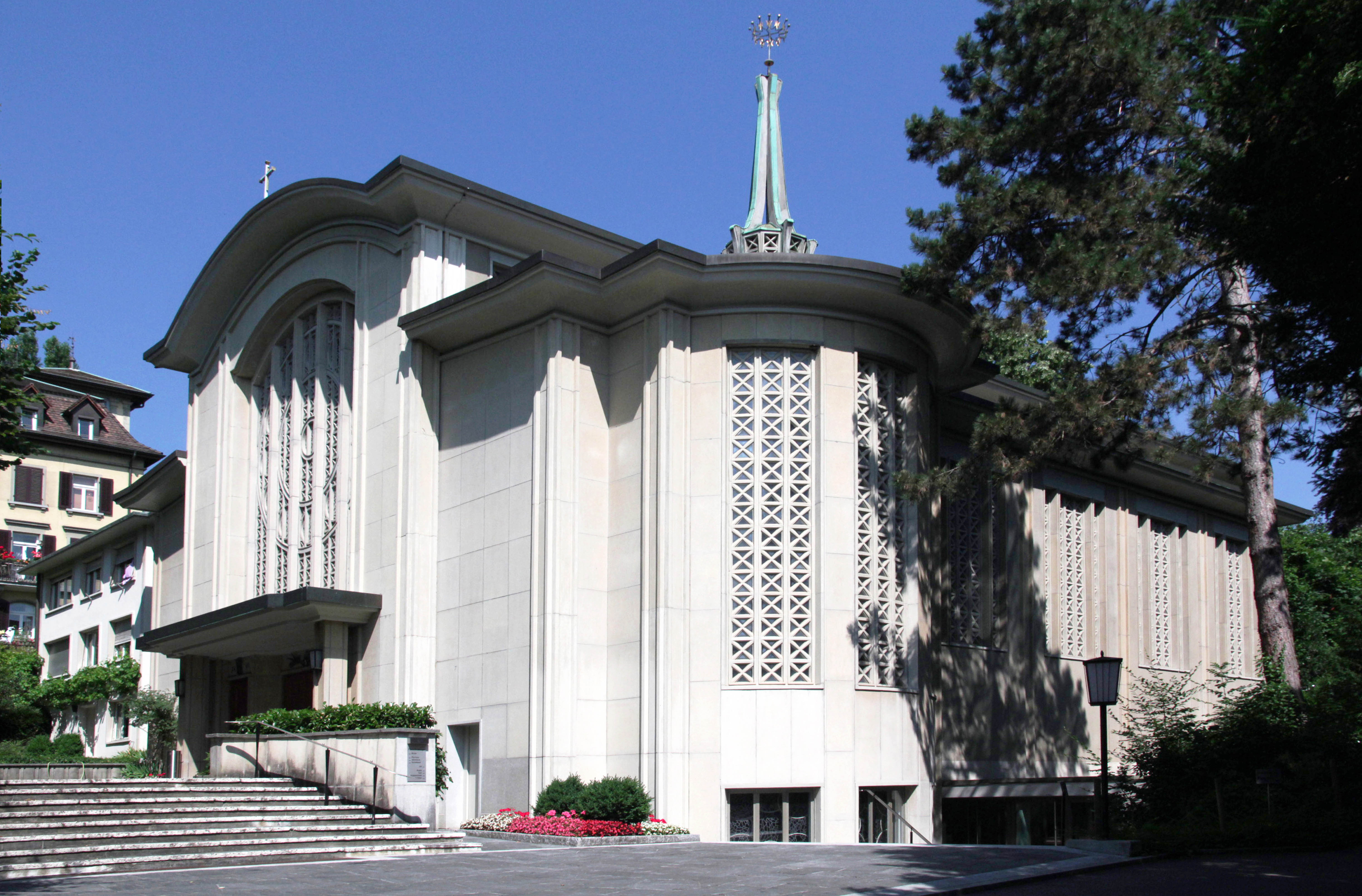
Kirche Dreikönigen, Ansicht von der Schulhausstrasse

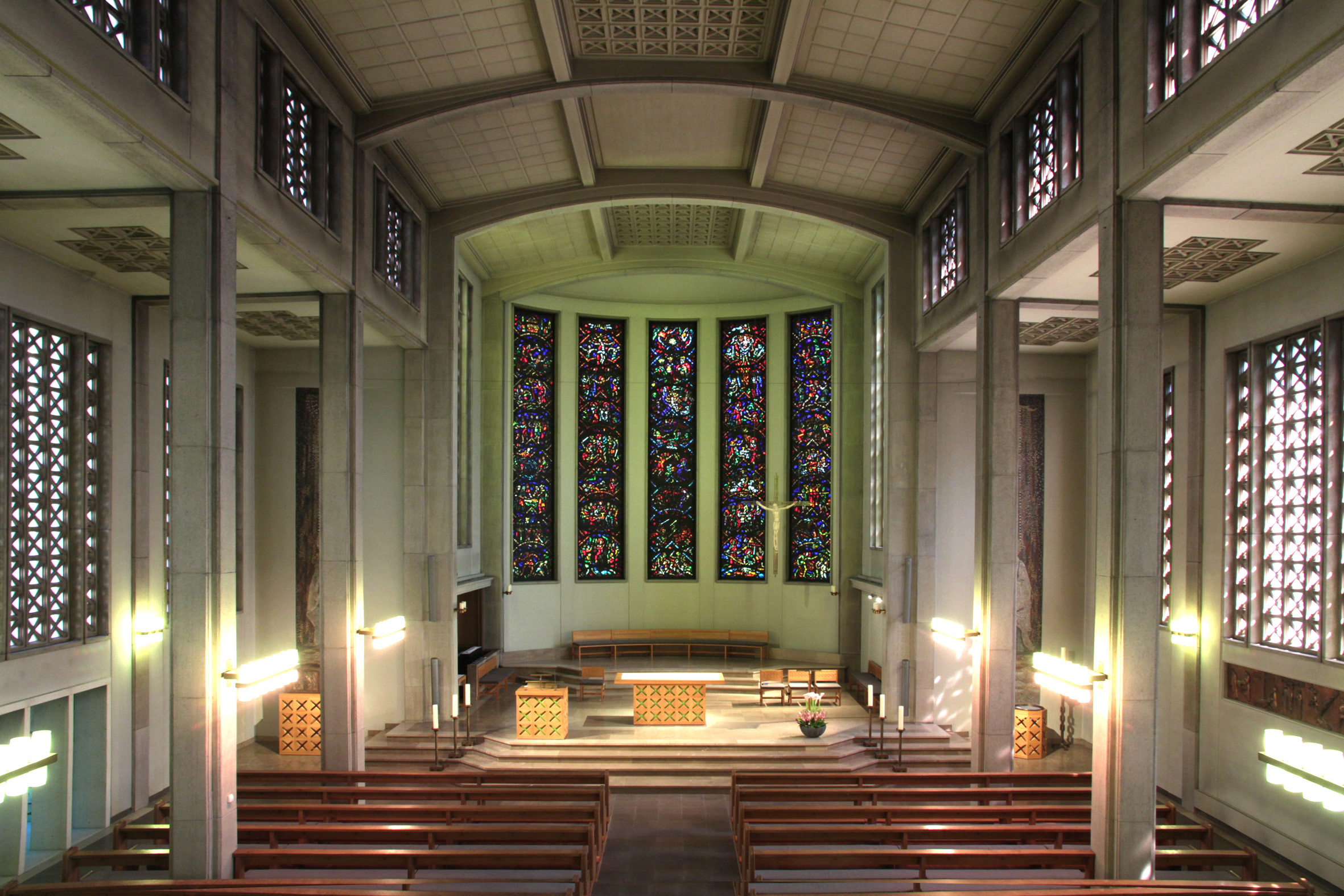
Altarraum in der Gestaltung von 2009 von Frédéric Dedelley

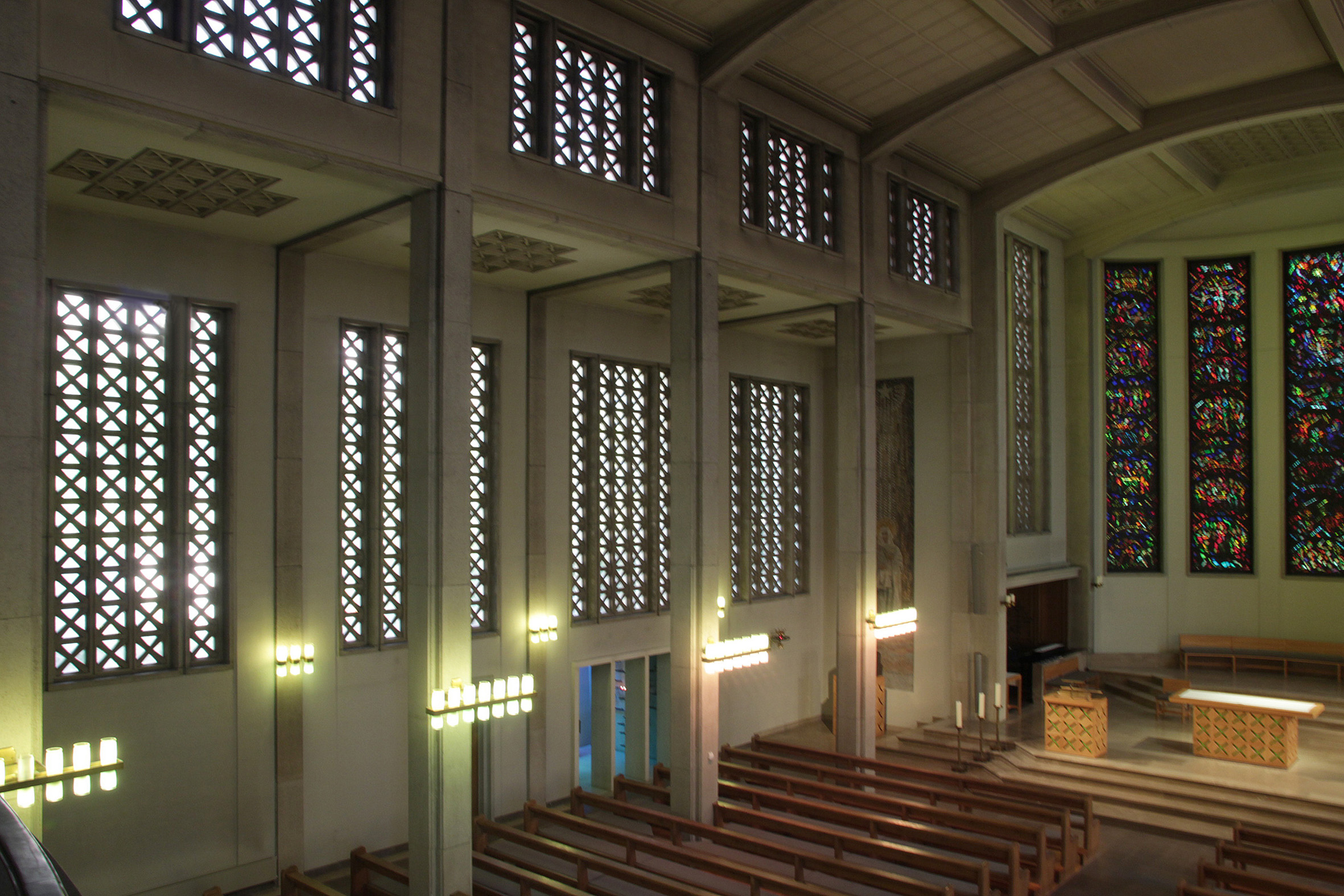
Innenansicht von der Orgelempore aus

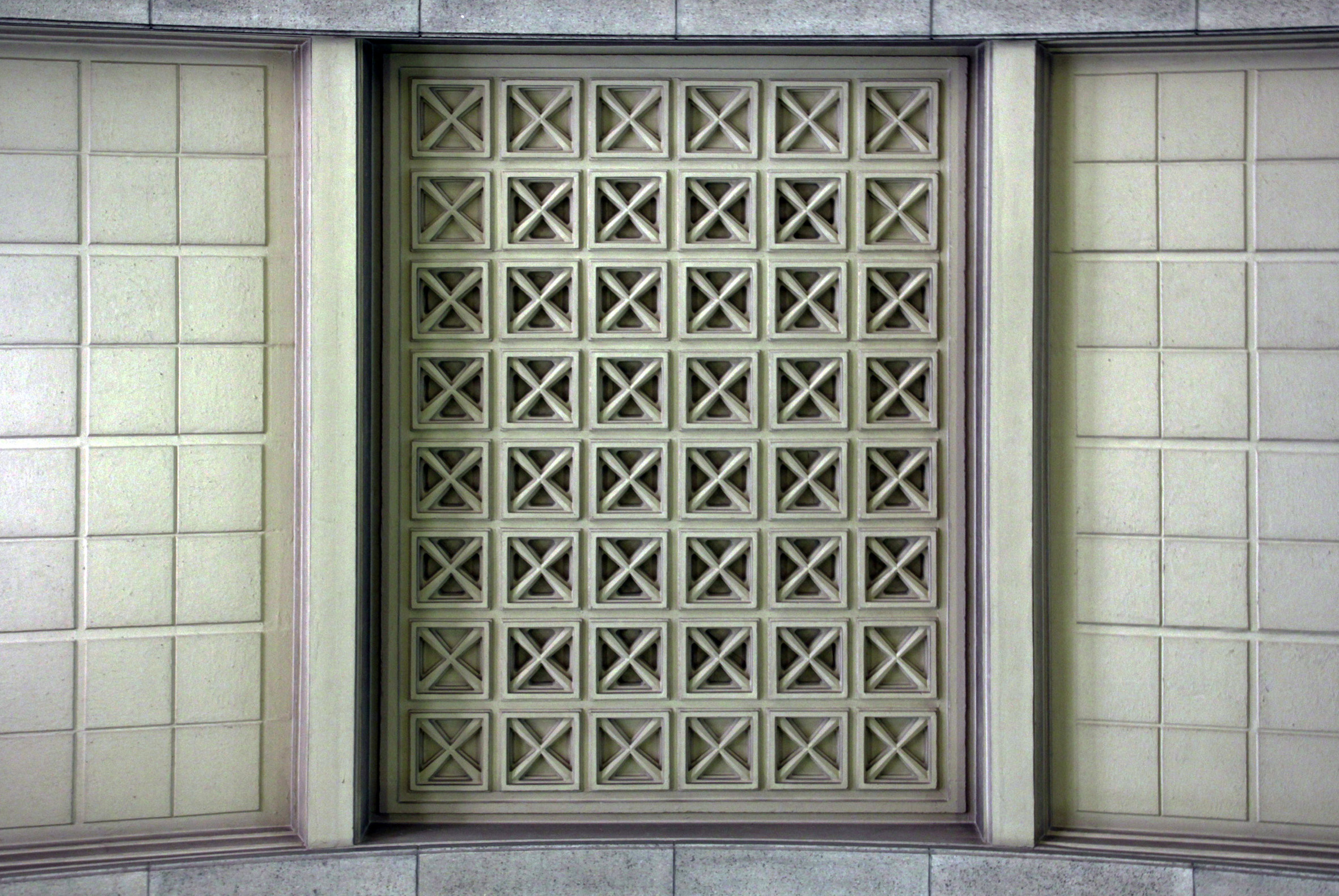
Muster mit diagonalem Kreuz, Detailansicht der Kirchendecke

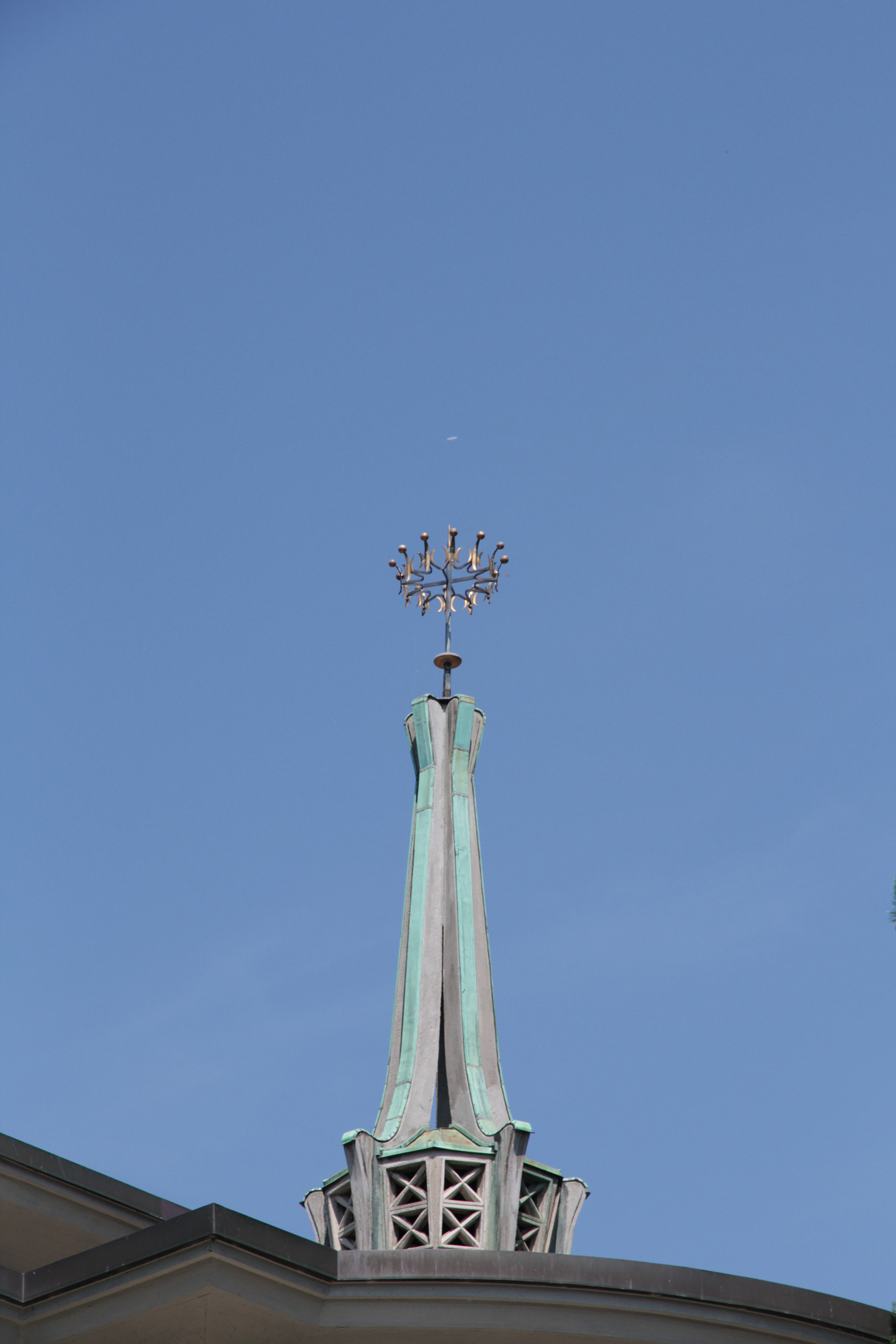
Der Dachreiter

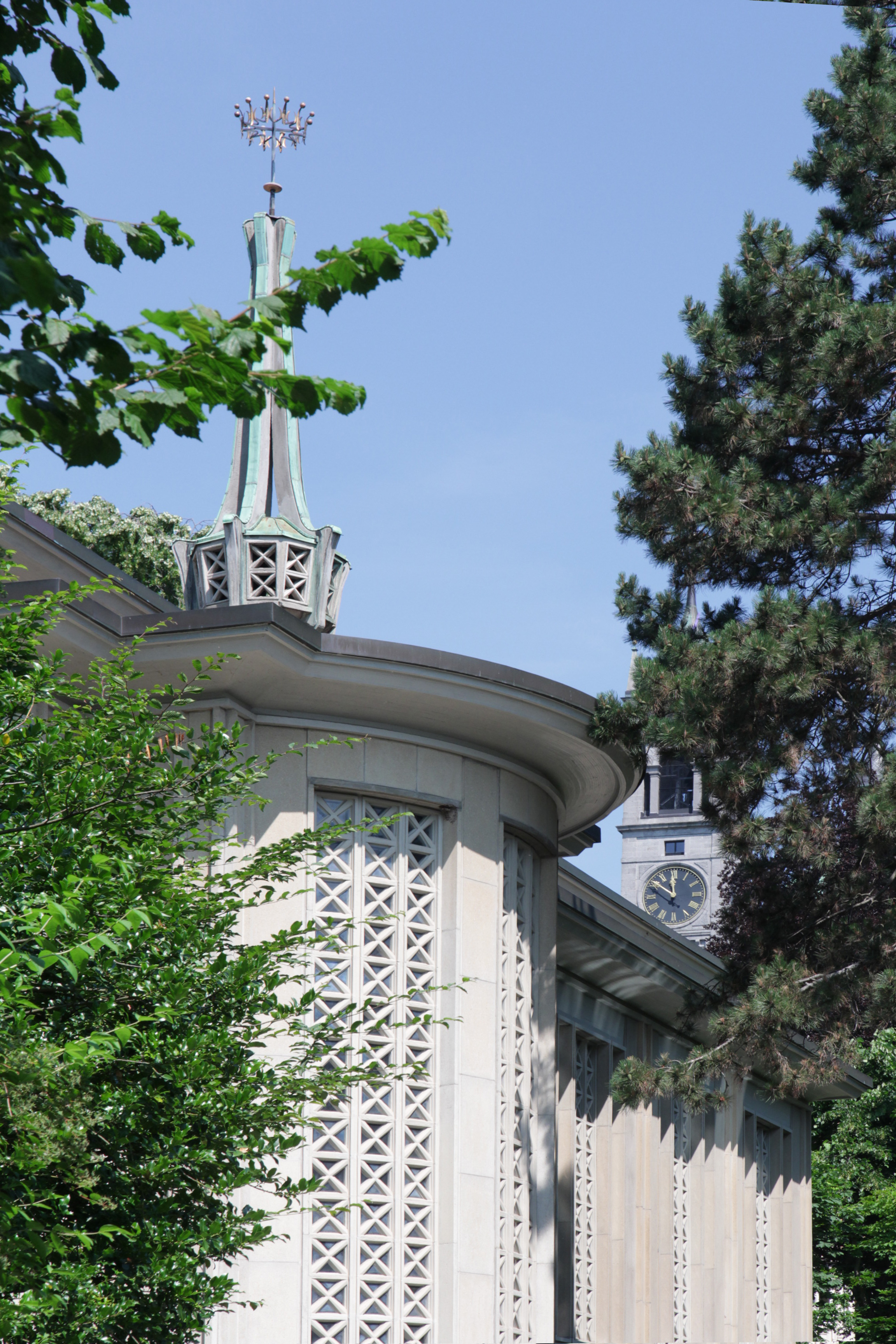
Blick zur Turmuhr der reformierten Kirche Enge

Die Kirche Dreikönigen ist die römisch-katholische Pfarrkirche des Zürcher Stadtteils Enge.

## Geschichte

### Hintergründe und Namensgebung
In der Enge gab es vermutlich bereits im 14. Jahrhundert eine Kapelle mit dem Namen Dreikönigen. Diese wurde 1361 und 1367 urkundlich erstmals erwähnt. Ihr Patrozinium erhielt die Dreikönigskapelle wohl von der Kapelle im Südturm der Fraumünsterkirche, in welcher die Reliquien der Heiligen Drei Könige bei ihrer Überführung von Mailand nach Köln vom 23. bis 26. Juli 1164 verwahrt worden waren. Diese Kapelle im Fraumünster war ursprünglich Maria und dem Hl. Sakrament geweiht. Erst 1326 wurden bei einer Neuweihe auch die Drei Könige als Mitpatrone erwähnt. Möglicherweise wurde um diese Zeit auch die Kapelle in der Enge in Erinnerung an die Translation der Reliquien der Hl. Drei Könige erbaut. Der Name dieser Kapelle schlug sich sowohl im Wappen der ehemaligen Gemeinde Enge als auch im Namen der heutigen Quartierzunft nieder.
Bei der Reformation wurde die Dreikönigskapelle in der Enge säkularisiert und in ein Wohnhaus umgestaltet, das bis 1890 als Gebäude an der Stelle des heutigen Bahnhofs Enge bestehen blieb. Nach einem Brand 1887 wurde das Wohnhaus 1890 abgetragen.
Im 19. Jahrhundert wanderten zunehmend Katholiken aus der Ost- und Innerschweiz nach Zürich, weshalb das Bedürfnis nach einer katholischen Kirche entstand. 1842 vermietete die Zürcher Regierung die Augustinerkirche an die katholische Gemeinde, welche damals etwa 5 % der Bevölkerung ausmachte. Nach der Abspaltung der Christkatholiken im Jahr 1871 erbauten die römisch-katholischen Gläubigen im Arbeiterquartier Aussersihl 1874 die Kirche St. Peter und Paul. Die wachsende Zahl der Katholiken forderte schon bald die Errichtung weiterer Kirchen.
Der einsetzende Bauboom in Zürich in der ersten Hälfte des 20. Jahrhunderts mit dem damit verbundenen Zuzug weiterer Katholiken liess auch im Quartier Enge den Wunsch nach einer eigenen katholischen Kirche aufkommen. Während mehr als 30 Jahren suchten die Katholiken im Quartier Enge nach einem geeigneten Bauplatz. Entweder scheiterten die Bemühungen an den zu hohen Baukosten, oder die Verkäufer wollten das Land nicht für eine katholische Kirche zur Verfügung stellen. Als die SBB 1936 im neu erstellten Bahnhof Enge Räumlichkeiten zur Vermietung ausschrieben, interessierte sich auch der Cultus-Verein von St. Peter und Paul dafür. Die SBB hatten anfänglich Bedenken, da aber die auf 1939 geplante Landesausstellung über keine kirchlichen Bauten verfügte, wurde auch von dieser Seite die Einrichtung einer Kapelle im nahe dem Ausstellungsgelände gelegenen Bahnhof Enge begrüsst. So konnte am 6. Januar, dem Gedenktag der Heiligen Drei Könige, die Kapelle im Bahnhofsgebäude Enge eingeweiht werden. Bis 1951 blieb die Kapelle bestehen.

### Entstehungs- und Baugeschichte
Die im April 1946 gegründete Dreikönigs-Stiftung hatte das Ziel, im Quartier Enge eine katholische Kirche zu bauen. Nach langer Suche konnte an der Schulhausstrasse 22 der Bauplatz für die heutige Kirche Dreikönigen erworben werden.
Die Kirche wurde in den Jahren 1949–1951 nach den Bauplänen von Ferdinand Pfammatter und Walter Rieger erbaut, die auch zeitgleich die Kirche Maria Frieden (Dübendorf) und später die Kirchen St. Konrad (Albisrieden), St. Gallus (Schwamendingen) und die Eglise Sainte Famille (Hottingen) entworfen hatten. Der Baubeginn erfolgte am 28. August 1949, die Grundsteinlegung fand am 23. April 1950 und die Kirchweihe durch den Churer Bischof Christian Caminada am 24. Juni 1951 statt.
In den Jahren 1967–1969 wurde von den Architekten Pfammatter und Rieger das Pfarrhaus um eine Etage aufgestockt und die Kirche unterkellert, sodass Gemeinderäume eingerichtet werden konnten. Hierbei ging die Kapelle im Untergeschoss der Kirche verloren.
Die Kirche wurde 1973 unter Walter Rieger renoviert und der Altarbereich an die Konstitution über die heilige Liturgie des Zweiten Vatikanischen Konzils angepasst. Walter Rieger entwarf hierbei aus dem gleichen Stein wie der Altar (Marmor Botticino) einen neuen Ambo und einen Taufstein. Das Kreuz, das bisher an der Rückwand des Chors hing, wurde in das mittlere Chorfenster eingepasst.
Im Jahr 1984 bereinigte die katholische Kirche die Pfarreigrenze zwischen Dreikönigen und der benachbarten Kirchgemeinde St. Theresia Friesenberg. Im gleichen Jahr wurde im Untergeschoss der Kirche die Krypta wiederhergestellt und an die Westfassade der Kirche ein Besprechungszimmer angebaut. Beides erfolgte durch Architekt Fritz Oggenfuss.
1993 baute der Architekt Fritz Oggenfuss die unter der Kirche befindlichen Pfarreiräume um. Dabei wurden zwei Unterrichtsräume eingebaut. Gleichzeitig versetzte man in der Kirche das Kreuz vom mittleren Chorfenster über den Altar. 1999 wurde im Hofbereich des Pfarrhauses ein unterirdischer Besprechungsraum eingebaut.
Im Jahr 2003 bauten die Architekten Cadosch und Zimmermann eine kleine Seitenkapelle an der Stelle des früheren Beichtraums ein. Die Marienstatue, die bereits in der Kapelle im Bahnhof Enge gestanden hatte, und die Opferkerzen finden darin ihren Platz.
Die Kirche wurde 2007–2009 unter der Leitung der Architekten Cadosch und Zimmermann innen und aussen saniert und baulich angepasst. Hierbei überdachte man den Hofbereich vor dem Pfarrsaal und gestaltete den Chor der Kirche neu. Frédéric Dedelley, Zürich, entwarf eine neue Möblierung für den Chor und den Eingangsbereich.
Mit 2‘115 Mitgliedern (Stand 2021) ist die Pfarrei Dreikönigen nach St. Martin Fluntern und Maria Hilf Leimbach die drittkleinste der römisch-katholischen Kirchgemeinden in der Stadt Zürich.

## Baubeschreibung
Die Kirche Dreikönigen zeigt die Nähe der Architekten Pfammatter und Rieger zur französischen Beton-Baukunst. Der Kirchbau basiert auf einem basilikalen Grundriss mit einem Haupt- und zwei Seitenschiffen und besitzt eine runde Apsis. Die Höhenwirkung des Hauptschiffs wird durch die niedrigen Seitenschiffe unterstrichen. Aufgrund der rhythmisierenden Betonpfeiler und Betongurten, der grossen Kirchenfenster und der dekorativen Betongitterwerke zählt man die Dreikönigen zur Betongotik. Die Dimensionen der Kirche und die monumentale Buntglasrosette über der Orgelempore verstärken den Eindruck der Nähe dieser Kirche zu einer gotischen Kathedrale.
Gleichwohl wirkt die Kirche Dreikönigen von aussen bescheiden. Die Kirche verfügt über keinen Kirchturm und besitzt auch keine Glocken. Dies war eine Bedingung beim Kauf des Grundstücks gewesen, da sich die Verkäufer des Areals gegen den Bau einer vollwertigen katholischen Kirche gesträubt hatten. Die Kirche Dreikönigen liegt an einer privaten Seitenstrasse inmitten eines bürgerlichen Wohnquartiers, das von der 1892–1894 von Architekt Alfred Friedrich Bluntschli erbauten reformierten Kirche Enge beherrscht wird, die auf einem Moränenhügel liegt und mit ihrer markanten Silhouette das Stadtbild von Zürich prägt.

### Innenraum und künstlerische Ausstattung
Der Innenraum von Dreikönigen wird durch die Längsausrichtung des dreischiffigen Kirchbaus bestimmt, wobei das Mittelschiff mit seinen elf Metern die acht Meter hohen Seitenschiffe überragt. Der Chor ist in der Fortführung des Mittelschiffs erbaut und schliesst mit einer runden Apsis ab. Die Längs- und Querträger des Mittelschiffs strukturieren die Decke. Die Querträger lassen aufgrund ihrer bogenförmigen Gestaltung den Eindruck aufkommen, die Decke der Kirche sei ein Tonnengewölbe.
Obwohl es sich bei der Kirche Dreikönigen um einen Betonbau handelt, ist dieses Baumaterial nicht sichtbar, da die Wände verputzt sind und die Betonsäulen mit einem Kunststein verkleidet wurden. Trotzdem wird im Innern die Tragstruktur der Betonelemente gezeigt und zur Raumstrukturierung verwendet. Die Fensterflächen und die Decke tragen ein von Ferdinand Pfammatter entworfenes Muster mit diagonalem Kreuz, welches auch bei der Brüstung der Empore und bei den Windfangtüren Verwendung findet.

### Glasfenster
Ein wesentliches Gestaltungselement des Kircheninneren sind die von Paul Monnier (1907–1982) gestalteten Glasmosaiken im Chor und über der Orgelempore. Im Gegensatz zu den traditionellen Bleiglasfenstern wurden die bunten Gläser nicht durch Bleiruten, sondern durch Beton gefasst. Ihre faszinierende Wirkung erhalten die Glasbetonfenster von Paul Monnier durch die Unebenheit der beiden Oberflächen sowie durch die Dicke und Leuchtkraft des Glases.
Die Glasfenster greifen folgende Themen des Alten und Neuen Testaments auf: mittleres Fenster – Weihnachten, linkes Fenster – Karwoche, rechtes Fenster – Ostern, Fenster rechts aussen – Propheten, Fenster links aussen – die fünf Bücher Mose.
Als Gegenstück zu den Chorfenstern befindet sich wie in der Kirche Maria Frieden Dübendorf an der Eingangsfront über der Orgelempore die Rosette, welche die Glaskunst gotischer Kathedralen aufnimmt.

### Weitere Ausstattung
Bei der Neugestaltung des Chors im Jahr 2008–2009 wurden Altar und Ambo entfernt, ebenso das bisherige Taufbecken von 1973 in der Taufkapelle. Die Taufkapelle blieb jedoch im Zustand, wie sie Ferdinand Pfammatter erbaut hatte, bestehen. Die drei entfernten liturgischen Elemente wurden durch einen neu gestalteten Altar, Ambo und Taufstein von Frédéric Dedelley ersetzt. Im Zuge dieser Neugestaltung wurde der bestehende Tabernakel samt Ewigem Licht in das linke Seitenschiff versetzt. Im rechten Seitenschiff befindet sich als Pendant zum Tabernakel das neue Taufbecken. Es ist beweglich und wird bei einer Taufe im Chorraum aufgestellt und bildet so einen Dreiklang mit Altar und Ambo. Die liturgischen Möbel sind aus Eichenholz gefertigt und greifen das von Ferdinand Pfammatter entworfene Muster mit dem diagonalen Kreuz auf.
In den Seitenschiffen befinden sich Wandmosaiken, welche von Suzanne Grichting-Le Bourgeois (1906–1958) gestaltet wurden. Links wird Maria mit dem Kind dargestellt, rechts Josef mit dem Jesusknaben. Der Corpus Christi im Chor ist aus Elfenbein gefertigt und wurde von Gaston Etienne Le Bourgeois, dem Vater von Suzanne Grichting, gestaltet. Tabernakel, Ewiges Licht, Wandleuchten beim Eingang und die Dachreiterkrone wurden vom Bildhauer Willi Buck (1911–1997) aus Wil SG geschaffen. Die Muttergottesstatue in der Seitenkapelle stammt aus der Kapelle im Bahnhof Enge und wurde von den Bildhauern Payer und Wipplinger, Einsiedeln, geschnitzt. Die beiden Kupferreliefs von Willi Buck in der alten Taufkapelle zeigen den hl. Antonius und Bruder Klaus. Ebenfalls von Willi Buck stammen die Kreuzwegstationen, die sich an der östlichen Seitenwand befinden.

### Orgel
Anfänglich besass die Kirche Dreikönigen lediglich eine elektronische Orgel. Am 27. März 1960 wurde die heutige Orgel, ein von der Orgelbaufirma Kuhn in Männedorf gebautes Instrument, eingeweiht. Wie in der Kirche Maria Frieden Dübendorf wurde die Orgel wegen der Rosette in zwei Klangkörper gegliedert. Die dreimanualige Schleifladen-Orgel mit Pedal und elektrischer Spiel- und Registertraktur besitzt 34 Register, zudem drei Transmissionen und einen Auszug. Die Disposition der Orgel sollte sowohl den Forderungen der Orgelreform genügen als auch die Wiedergabe sämtlicher Orgelliteratur ermöglichen. Die Disposition der Orgel lautet:

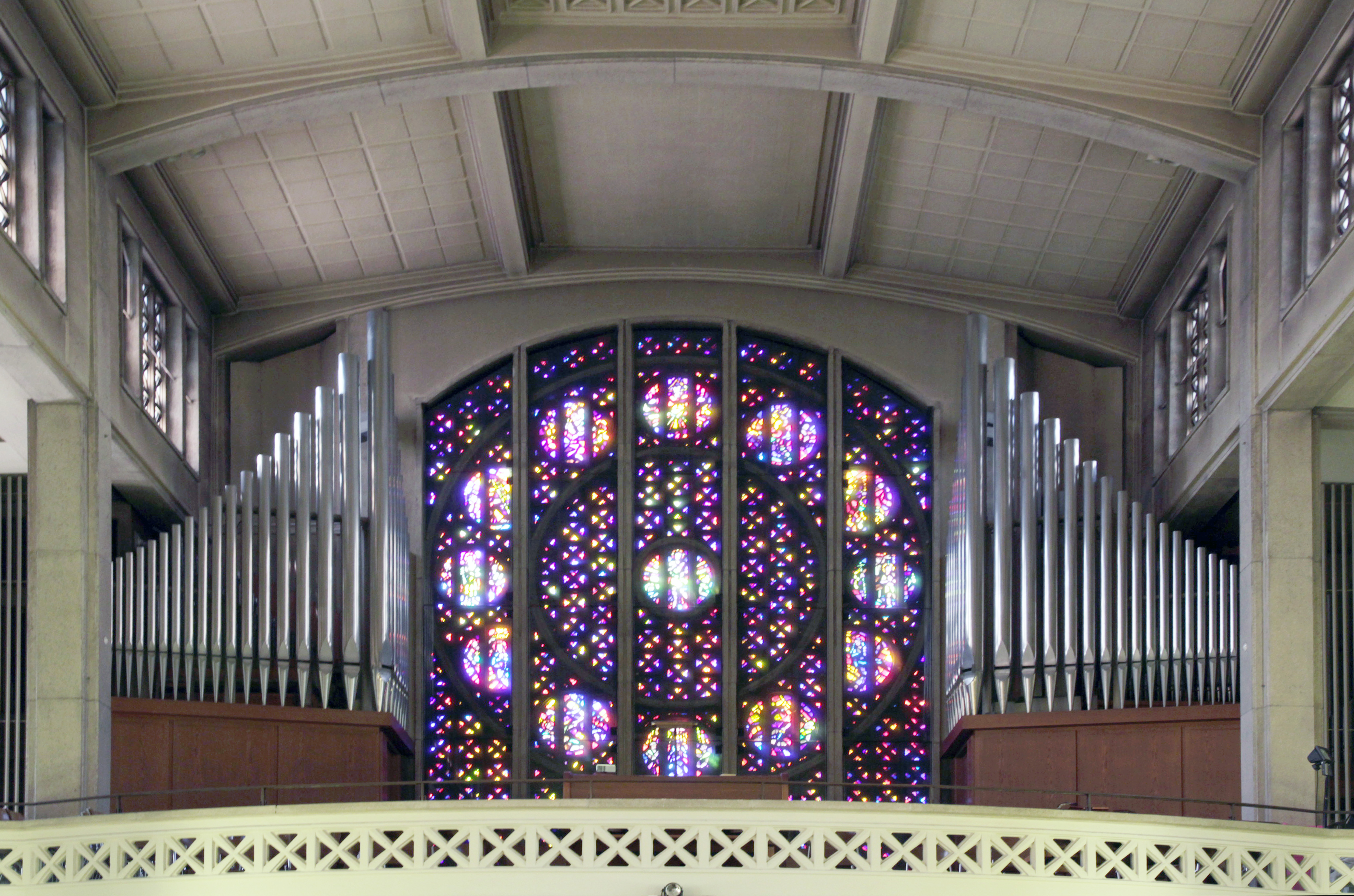
Die Kuhn-Orgel von 1960

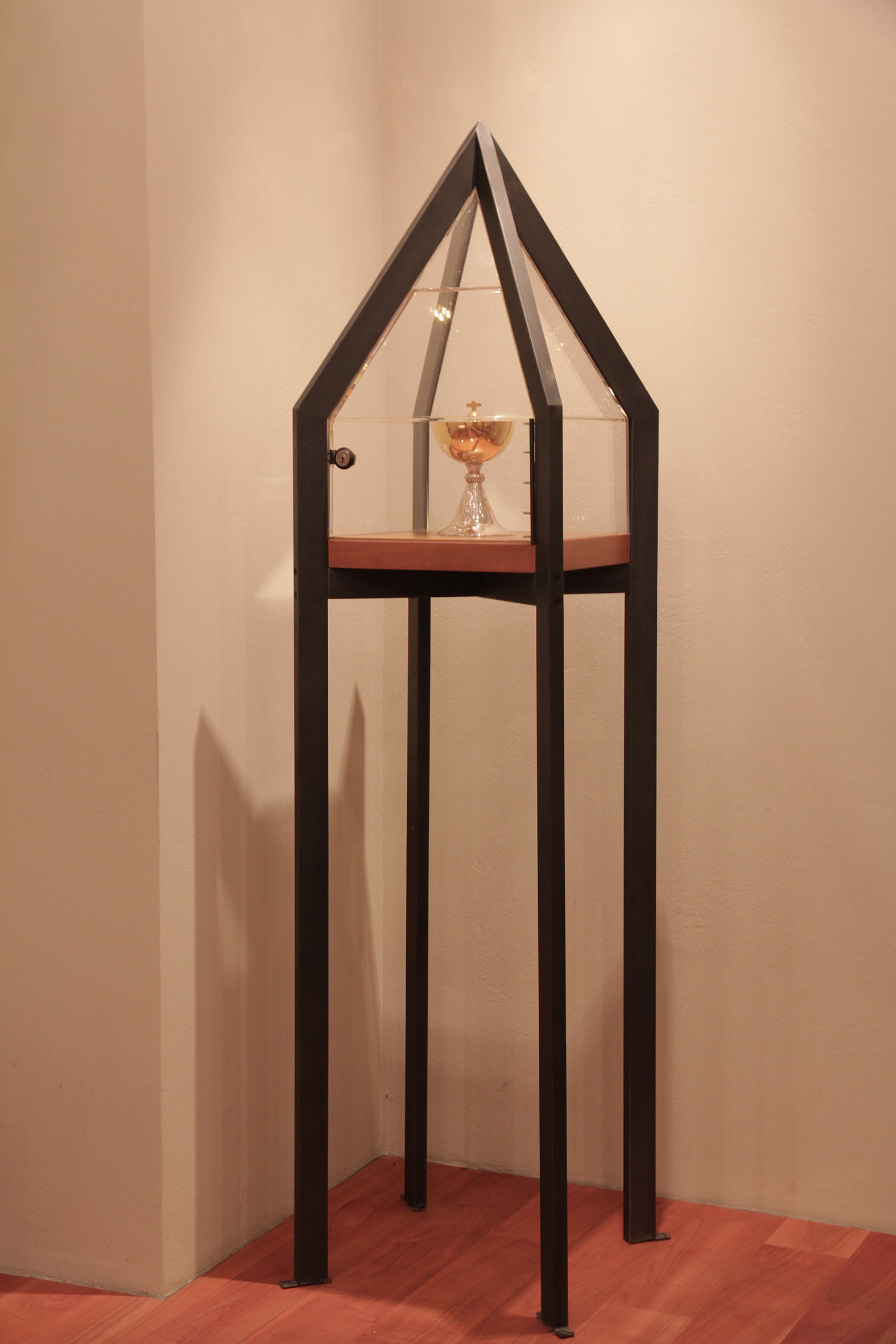
Tabernakel in der Krypta

| I Hauptwerk C–g3 |       |
| Gedeckt          | 16′   |
| Principal        | 8′    |
| Bourdon          | 8′    |
| Gemshorn         | 8′    |
| Octave           | 4′    |
| Nachthorn        | 4′    |
| Superoctave      | 2′    |
| Scharf VI        | 1 ⁄3′ |
| Schalmey         | 8′    |

| II Positiv C–g3 |       |
| Gedeckt         | 8′    |
| Principal       | 4′    |
| Rohrflöte       | 4′    |
| Octave          | 2′    |
| Zimbel IV–V     | 1′    |
| Quartan II      | 1 ⁄3′ |
| Krummhorn       | 8′    |

| III Schwellwerk C–g3 |        |
| Principal            | 8′     |
| Rohrflöte            | 8′     |
| Salicional           | 8′     |
| Unda maris           | 8′     |
| Suavial              | 4′     |
| Spitzflöte           | 4′     |
| Quinte               | 2 ⁄3′  |
| Terz                 | 1 3⁄5′ |
| Blockflöte           | 2′     |
| Mixtur VI            | 2′     |
| Dulcian              | 16'    |
| Trompette harm.      | 8′     |
| Clairon              | 4′     |

| Pedal C–f1 |     |
| Principal  | 16′ |
| Subbass    | 16′ |
| Bourdon    | 16′ |
| Praestant  | 8′  |
| Gedeckt    | 8′  |
| Octave     | 4′  |
| Mixtur V   | 4′  |
| Posaune    | 16′ |
| Trompete   | 8′  |

### Krypta
Die Krypta wird von den drei Farbfenstern von Paul Monnier geprägt. Sie zeigen verschiedene biblische Motive. Der Tabernakel und der Altar in der Krypta stammen von Josef Caminada.